# 全身性炎症反応症候群
全身性炎症反応症候群（ぜんしんせいえんしょうはんのうしょうこうぐん、英: systemic inflammatory response syndrome、SIRS）は、各種の侵襲によって誘引された全身性の急性炎症反応による症候。致命的な多臓器不全状態の前段階を意味する概念である。

## 概要

感染症と全身性炎症反応症候群（SIRS）と敗血症の関係

SIRSは、従来の敗血症の概念を整理するなかで、1992年、ACCPおよびSCCMによって提唱されたものである。ACCPとSCCMの合同カンファレンスにおいて、敗血症と同様の病態は、細菌感染以外の様々な侵襲によっても発生していることが指摘され、この病態を指してSIRSという言葉が使われた。
SIRSの本質は、侵襲に対応して免疫細胞が血中に放出した大量の炎症性サイトカインによる全身性の急性炎症反応である。SIRSを誘発しうる侵襲としては、細菌感染のほかに、外傷や手術、出血性ショック、熱傷、膵炎などがある。
SIRSは、Secondary MOFに発展しうるという点で、非常に重要である。多臓器不全（MOF）は往々にして致命的な転帰をたどることから、SIRSの段階で集中治療を行ない、多臓器不全状態への発展を阻止することが求められる。
なお、SIRSが炎症性サイトカインによって惹起されるのに対し、抗炎症性サイトカインによって免疫不全状態が惹起される代償性抗炎症性反応症候群（CARS）という概念も登場している。生体内においては、SIRSとCARSが混合した、MARSと呼ばれる状態であることが多い。

## 診断
下記の4項目のうち2項目を満たした場合、SIRSと診断される。
|              | 成人                                                              | 小児 |
| ------------ | ----------------------------------------------------------------- | --- |
| 体温の変動   | 体温：38度以上、ないし36度以下                                    | 深部温：38.5度以上、ないし36度以下                                                                                               |
| 脈拍数の増加 | 90回/分以上                                                       | 年齢相当正常値の＋2SD（標準偏差）を超える頻脈（外的刺激などがない状態）、またはほかに説明のつかない30分～4時間以上持続する頻脈。 |
| 呼吸数の増加 | 呼吸数増加（20回/分以上）またはPaCO2が32 Torr以下                 | 呼吸数増加（年齢相当正常値の＋2SD以上）、または人工呼吸を必要とする状態                                                          |
| 白血球数     | 12,000/μl以上、ないし4,000/μl 以下。あるいは未熟顆粒球が10%以上。 | 年齢相当平均よりの増加または減少。あるいは未熟顆粒球が10%以上。                                                                  |

また、可能であれば血清中の炎症性サイトカイン（TNF-α、インターロイキン-1β、インターロイキン-6など）の上昇を証明することが望ましいほか、炎症反応の指標（CRP）や、インターフェロン放出の指標（ネオプテリン、β2-ミクログロブリン）なども有用である。

## 治療
治療の基本は、原疾患、組織障害に対する治療、および高サイトカイン血症を抑制することである。
原疾患に対する治療
頻度の高いものは敗血症、熱傷および膵炎である。
組織障害に対する治療
播種性血管内凝固症候群に対する治療が最重要である。
高サイトカイン血症に対する治療
ステロイド系抗炎症薬（必要に応じてパルス療法）、プロテアーゼ阻害剤（インジナビルなど）、抗ヒトTNF-αモノクローナル抗体、持続的血液透析濾過療法（CHDF）などがあるが、いずれも現時点で確証は得られていない。また、炎症指標が低下しない場合、活性化T細胞抑制のためにシクロスポリンの持続点滴静脈注射が行なわれる場合もある｡